# Pardosa indecora
Pardosa indecora este o specie de păianjeni din genul Pardosa, familia Lycosidae, descrisă de L. Koch, 1879. Conform Catalogue of Life specia Pardosa indecora nu are subspecii cunoscute.